# Паолі (Колорадо)
Паолі (англ. Paoli) — місто (англ. town) в США, в окрузі Філліпс штату Колорадо. Населення — 51 особа (2020).

## Географія
Паолі розташоване за координатами 40°36′46″ пн. ш. 102°28′19″ зх. д. / 40.61278° пн. ш. 102.47194° зх. д. (40.612871, -102.472061).  За даними Бюро перепису населення США в 2010 році місто мало площу 0,79 км², уся площа — суходіл.

## Демографія
Згідно з переписом 2010 року, у місті мешкали 34 особи в 16 домогосподарствах у складі 10 родин. Густота населення становила 43 особи/км².  Було 23 помешкання (29/км²).
Расовий склад населення:
| - 100,0 % — білих |

До двох чи більше рас належало 0,0 %. Частка іспаномовних становила 0,0 % від усіх жителів.
За віковим діапазоном населення розподілялося таким чином: 11,8 % — особи молодші 18 років, 58,8 % — особи у віці 18—64 років, 29,4 % — особи у віці 65 років та старші. Медіана віку мешканця становила 48,7 року. На 100 осіб жіночої статі у місті припадало 78,9 чоловіків;  на 100 жінок у віці від 18 років та старших — 76,5 чоловіків також старших 18 років.
Середній дохід на одне домашнє господарство  становив 36 097 доларів США (медіана — 29 750), а середній дохід на одну сім'ю — 33 967 доларів (медіана — 29 250). 
Цивільне працевлаштоване населення становило 12 особи. Основні галузі зайнятості: сільське господарство, лісництво, риболовля — 41,7 %, транспорт — 33,3 %, освіта, охорона здоров'я та соціальна допомога — 16,7 %, роздрібна торгівля — 8,3 %.